# Ferdinand Lot
Ferdinand Victor Henri Lot (Le Plessis Piquet, 20 de setembro de 1866 – Fontenay-aux-Roses, 20 de julho de 1952) foi um historiador e medievalista francês.
Lot foi membro da Académie des Inscriptions et Belles-Lettres, parte do Institut de France, e um professor honorário da Universidade de Sorbonne.